# Lacustrelix eyrei
Lacustrelix eyrei är en snäckart som först beskrevs av Henry Adams och George French Angas 1876.  Lacustrelix eyrei ingår i släktet Lacustrelix och familjen Camaenidae. Inga underarter finns listade i Catalogue of Life.